# Ifigenia (Pizzetti)
Ifigenia è un'opera di Ildebrando Pizzetti su libretto proprio e di Alberto Perrini. Fu rappresentata per la prima volta in forma di concerto per una trasmissione radiofonica dall'Auditorium Rai di Torino il 3 ottobre 1950. La prima rappresentazione in forma scenica si svolse al Teatro Comunale di Firenze il 9 maggio 1951, nell'ambito del 14º Maggio Musicale Fiorentino.
In quest'opera Pizzetti fa il consueto uso del coro («sia per il contrappunto madrigalesco o mottettistico, sia per l'estensione della gamma») e delle voci (con il canto «che alterna il recitativo scandito a espansioni melodiche e ariose»).
Ifigenia vinse il premio radiofonico "Italia" nel 1950, e fu premiata con 18.000 franchi svizzeri.

## Interpreti delle prime rappresentazioni
| Personaggio  | Interprete (1950)                              | Interprete (1951)                     |
| ------------ | ---------------------------------------------- | ------------------------------------- |
| Ifigenia     | Rosanna Carteri                                | Rosanna Carteri                       |
| Clitennestra | Elena Nicolai                                  | Elena Nicolai                         |
| Achille      | Aldo Bertocci                                  | Antonio Annaloro                      |
| Agamennone   | Giacomo Vaghi                                  | Giacomo Vaghi                         |
| Il nunzio    | Giangiacomo Guelfi                             | Giangiacomo Guelfi                    |
| Corifei      | Angela Vercelli Amedeo Berdini Mario Borriello | Edio Peruzzi Adalgisa Savi Gino Sarri |
| Narratore    | Gino Mavara                                    | Valerio Degli Abbati                  |

Direttore: Fernando Previtali. (Nel 1951: Ildebrando Pizzetti.)

## Trama
L'opera narra l'episodio di Agamennone che, per ingraziarsi gli dei e facilitare la partenza per la guerra di Troia, è costretto a sacrificare la propria figlia Ifigenia. Alla ragazza e alla madre Clitennestra viene pietosamente fatto credere che si stiano preparando le nozze della giovane con Achille, ma quando il sacrificio è pronto non si può più nascondere la verità e Ifigenia deve rassegnarsi al supplizio per il bene della patria. Il finale dell'opera è caratterizzato da una voce recitante che si chiede disperatamente il perché degli orrori della guerra.

## Discografia
- 1960 - Rosanna Carteri (Ifigenia), Fiorenza Cossotto (Clitennestra), Ottorino Begali (Achille), Nicola Rossi-Lemeni (Agamennone) - Direttore: Nino Sanzogno - Orchestra e Coro del Teatro la Fenice di Venezia - Registrazione dal vivo - House of Opera CD8400[6]